# Mười vạn câu chuyện cười lạnh
Mười vạn câu chuyện cười lạnh (tiếng Trung: 十万个冷笑话) là một bộ truyện tranh dài tập đã được chuyển thể thành các tác phẩm hoạt hình cùng tên.
Loạt truyện tranh được phát hành từ ngày 28 tháng 6 năm 2010. Loạt phim hoạt hình chuyển thể cùng tên được phát hành từ ngày 11 tháng 7 năm 2012. Bộ truyện mang phong cách hài hước, được đánh giá là tác phẩm thổi luồng gió mới vào phong cách sáng tác của ngành truyện tranh, hoạt hình Trung Quốc.

## Truyện tranh
| Phần | Tên phần                    |
| ---- | --------------------------- |
| 1    | Nữ Oa tạo người             |
| 2    | Phong Thần bảng             |
| 3    | Tây du                      |
| 4    | Phúc Lộc                    |
| 5    | Một thế hệ tông sư          |
| 6    | Trinh thám                  |
| 7    | Pinocchio                   |
| 8    | Quốc gia Ánh Sáng diệt vong |
| 9    | Tận thế                     |
| 10   | Siêu nhân Đại Tiện          |
| 11   | Gặp quỷ                     |
| 12   | Á Cơ                        |

## Phim hoạt hình
| Tập           | Tên tập                       | Ngày công chiếu      |
| Mùa 1         | Mùa 1                         | Mùa 1                |
| ------------- | ----------------------------- | -------------------- |
| 1             | Na Tra (một)                  | 11 tháng 7 năm 2012  |
| 2             | Pinocchio                     | 29 tháng 9 năm 2012  |
| 3             | Na Tra (hai)                  | 1 tháng 11 năm 2012  |
| 4             | Phúc Lộc (một)                | 30 tháng 11 năm 2012 |
| 5             | Phúc Lộc (hai)                | 28 tháng 12 năm 2012 |
| 6             | Phúc Lộc (ba)                 | 1 tháng 2 năm 2013   |
| 7             | Tận thế (một)                 | 1 tháng 3 năm 2013   |
| 8             | Tận thế (hai)                 | 29 tháng 3 năm 2013  |
| Phiên ngoại   | Thánh đấu sĩ                  | 10 tháng 5 năm 2013  |
| 9             | Na Tra (ba)                   | 30 tháng 5 năm 2013  |
| 10            | Một ngày của Thái 2 chân nhân | 30 tháng 5 năm 2013  |
| 11            | Tận thế (ba)                  | 2 tháng 7 năm 2013   |
| 12            | Một ngày của tác giả          | 1 tháng 8 năm 2013   |
| Mùa 2         |                               |                      |
| 1             | Siêu nhân Đại Tiện            | 31 tháng 12 năm 2013 |
| 2             | Tận thế (bốn)                 | 28 tháng 1 năm 2014  |
| 3             | Na Tra (bốn)                  | 27 tháng 2 năm 2014  |
| 4             | Tận thế (năm)                 | 31 tháng 3 năm 2014  |
| 5             | Một thế hệ tông sư (ba)       | 30 tháng 4 năm 2014  |
| 6             | Tận thế (sáu - hết)           | 30 tháng 5 năm 2014  |
| 7             | Tây du (một)                  | 27 tháng 6 năm 2014  |
| 8             | Tây du (hai)                  | 31 tháng 7 năm 2014  |
| 9             | Tây du (ba)                   | 29 tháng 8 năm 2014  |
| 10            | Bạn gái tôi là quái thú       | 30 tháng 9 năm 2014  |
| 11            | Yêu khí TV                    | 31 tháng 10 năm 2014 |
| 12            | Nữ Oa                         | 4 tháng 12 năm 2014  |
| 13            | Đại hiệp                      | 30 tháng 12 năm 2014 |
| Phiên ngoại 2 | Thương thần                   | 13 tháng 2 năm 2015  |
| Mùa 3         |                               |                      |
| 1             | Na Tra (năm- hết)             | 31 tháng 12 năm 2015 |
| 2             | Phong thần (một)              | 15 tháng 1 năm 2016  |
| 3             | Một thế hệ tông sư            | 1 tháng 2 năm 2016   |
| 4             | Thần sông (một)               | 15 tháng 2 năm 2016  |
| 5             | Thần sông (hai)               | 1 tháng 3 năm 2016   |
| 6             | Vương tử bóng rổ              | 15 tháng 3 năm 2016  |
| 7             | Xuyến xuyến tinh              | 1 tháng 4 năm 2016   |
| 8             | Đại hiệp (hai)                | 14 tháng 4 năm 2016  |
| 9             | Đại hiệp (ba)                 | 30 tháng 4 năm 2016  |
| 10            | Đại hiệp (bốn)                | 15 tháng 5 năm 2016  |
| 11            | Siêu năng hội                 | 1 tháng 6 năm 2016   |
| 12            | Bạn gái tôi là quái thú (hai) | 15 tháng 6 năm 2016  |
| 13            | Bạn gái tôi là quái thú (ba)  | 1 tháng 7 năm 2016   |
| 14            | Bạn gái tôi là quái thú (bốn) | 15 tháng 7 năm 2016  |
| 15            | Bạn gái tôi là quái thú (năm) | 31 tháng 7 năm 2016  |
| 16            | Công chúa Bạch Tuyết (một)    | 14 tháng 8 năm 2016  |

## Điện ảnh
Bộ truyện đã được chuyển thể thành hai bộ phim điện ảnh là Mười vạn câu chuyện cười lạnh và Mười vạn câu chuyện cười lạnh 2.

## Giải thưởng
- Liên hoan phim mini Trung Quốc 2012 - phối âm phim hoạt hình tốt nhất.[3]
- Liên hoan phim Khoai Tây lần 6 - Phim hoạt hình mạng tốt nhất.[4][5]